# Pápadereske
Pápadereske község Veszprém vármegyében, a Pápai járásban.

## Fekvése
Pápától 6,5 km-re délnyugatra, Celldömölktől 19 km-re keletre található.
Mindössze három települési szomszédja van: északkelet felől Borsosgyőr (Pápa része), délkelet felől Dáka, nyugat felől pedig Nyárád.

### Megközelítése
Csak közúton érhető el, a belterületén végighúzódó 84 111-es számú mellékúton, a 834-es főút felől, vagy Dáka központja felől a 8403-as útról letérve.

## Története
Kicsi, régi település Pápa közelében. Nevét először 1240-ben IV. Béla király határjáró oklevele említette "Doroska" alakban. Lakói a középkortól a 19. századig egytelkes nemesek voltak. Az 1715-ös összeíráskor két helyben élő nemes családot írtak össze itt, hat kúrián élő nem nemessel együtt. Református iskolájának ekkor egy tanítója volt.
A két világháború pápadereskei áldozatainak tiszteletére 1972-ben állítottak emlékművet, melyet 2017-ben újítottak fel.

## Közélete

### Polgármesterei
- 1990–1994: Nagy József (független)[3]
- 1994–1998: Nagy József (független)[4]
- 1998–2002: Németh Tibor (független)[5]
- 2002–2006: Németh Tibor (független)[6]
- 2006–2010: Németh Tibor (független)[7]
- 2010–2014: Edvy Róbert (független)[8]
- 2014–2019: Németh Tibor (független)[9]
- 2019–2024: Németh Tibor (független)[10]
- 2024– : Staubné Réti Henrietta (független)[1]

## Népesség
A település népességének változása:
| Lakosok száma | 286  | 276  | 272  | 273  | 285  | 309  | 297  |
|               | 2013 | 2014 | 2015 | 2021 | 2022 | 2023 | 2024 |

A 2011-es népszámlálás során a lakosok 100%-a magyarnak, 0,4% cigánynak, 6,3% románnak, 0,4% ukránnak mondta magát (a kettős identitások miatt a végösszeg nagyobb lehet 100%-nál). A vallási megoszlás a következő volt: római katolikus 35,7%, református 21,3%, evangélikus 7,7%, felekezeten kívüli 2,9% (32% nem nyilatkozott).
2022-ben a lakosság 91,2%-a vallotta magát magyarnak, 2,8% cigánynak, 0,4% románnak, 1,8% egyéb, nem hazai nemzetiségűnek (6,3% nem nyilatkozott; a kettős identitások miatt a végösszeg nagyobb lehet 100%-nál). Vallásuk szerint 33,7% volt római katolikus, 14,7% református, 7,7% evangélikus, 2,5% egyéb keresztény, 1,1% egyéb katolikus, 5,3% felekezeten kívüli (34,7% nem válaszolt).

## Nevezetességei
- Rózsafüzér királynéja-templom
- Református templom